# Visuelt
Il Visuelt è un riconoscimento nel campo del design che viene assegnato annualmente durante la cerimonia di premiazione che si svolge a Oslo. Stabilito nel 1993, il Visuelt è cresciuto gradualmente fino a diventare la competizione più importante per designer e illustratori in Norvegia.
Le categorie principali sono graphic design, illustrazione, design interattivo e immagini in movimento, divise in diverse sottocategorie.
Il Visuelt 2012 si è svolto il 4 maggio 2012 a Oslo.